# Vella assimilis
Vella assimilis is een insect uit de familie van de mierenleeuwen (Myrmeleontidae), die tot de orde netvleugeligen (Neuroptera) behoort. 
Vella assimilis is voor het eerst wetenschappelijk beschreven door Banks in 1908.